# La moglie del prete
La moglie del prete (pt: A Mulher do Padre) é um filme italiano de 1971, do gênero comédia, dirigido por Dino Risi.

## Elenco
- Sophia Loren .... Valeria Billi
- Marcello Mastroianni .... Don Mario Carlesi
- Venantino Venantini .... Maurizio
- Gino Cavalieri .... Don Filippo
- Giuseppe Maffioli .... Davide Librette
- Pippo Starnazza .... pai de Valeria